# Pohřební kaple Wachtlerových
 Wachtlerova pohřební kaple je národní kulturní památka SR nacházející se v bratislavské městské části Staré město na Ulici 29. srpna na Ondřejském hřbitově v sektoru I. Za národní kulturní památku byl objekt prohlášen 7. prosince 1988.
Původně byl na tomto místě pouze rodinný hrob rodiny Wachtlerových, později (přibližně v druhé polovině 19. století) nad ním vybudovali pohřební kapli s kryptou, která byla postavena v klasicistním stylu. Kaple má obdélníkový půdorys. V 50. letech 20. století byla vyrabována.